# Енджі Севідж
Керрі Енн Стівенсон (англ. Kerry Ann Stevenson; нар. 12 листопада 1981), відома як Енджі Севідж (англ. Angie Savage) — американська порноакторка. 

## Життєпис
Народилася 12 листопада 1981 року в Санта-Крус, Каліфорнія, США.
В порноіндустрію потрапила в 2005 році у віці 24 років. 
Знялася приблизно в 70 порнофільмах.

## Нагороди та номінації
- 2008 AVN Awards в категорії Best All-Girl Sex Scene — Video за сцену у фільмі «Babysitters» (разом із Алектрою Блу, Лексі Тайлер, Семмі Роудс та Софією Санті)[5]
- 2007 номінація на AVN Awards в категорії Best Sex Scene Coupling — Film за фільм «Valentina» (разом із Девон Севідж).
- 2011 номінація на AVN Award — Best All-Girl Group Sex Scene за фільм «Speed» (разом із Сенді Вестгейт, Алектрою Блу та Софією Санті)
- 2012 XBIZ Award номінація — Crossover Star of the Year[6]